# Alex Hofer (Gleitschirmpilot)
Alex Hofer (* 13. Januar 1977) ist ein Schweizer Gleitschirmpilot aus Heimberg BE. Er wurde 2002 Europameister und Gesamtweltcupsieger und holte im Folgejahr noch den Weltmeistertitel. Bis heute ist Hofer der einzige Pilot, der alle drei Titel gewonnen hat.

## Ausbildung und Beruf
Alex Hofer besuchte das Gymnasium und studierte Physik in Bern. Er zog 2002 nach China, wo er in einem Gleitschirmklub in Peking arbeitete und die chinesische Sprache erlernte. 2004 zog er nach Südchina und arbeitet dort als Einkäufer europäischer Unternehmen bei lokalen Fabriken.

## Sport
Alex Hofer war vom Gleitschirmsport seit seinem 10. Lebensjahr fasziniert und tätigte an seinem 16. Geburtstag, als er das gesetzliche Mindestalter erreichte, seinen ersten Flug in Grindelwald. Schon bald folgten Streckenflüge und Wettkampfteilnahmen rund um die Welt. 1995 begann er Wettkämpfe zu fliegen, 2001 wurde er Schweizermeister. Seine bisher grössten Erfolge erzielte er im Jahr 2002, als er sowohl den PWC als auch die Gleitschirm-Europameisterschaft gewinnen konnte. 2003 konnte er den Titel des Weltmeisters holen.
Am 13. August 2003 flog er von der Ebenalp aus bis nach Lienz 277 km, eine bis dahin undenkbare Distanz für Europa.
2005 gewann er nach zwölf Tagen Renndauer die Red Bull X-Alps mit über einem Tag Vorsprung auf den Zweitplatzierten Urs Lötscher. Zwei Jahre darauf gewann er sie nach 14 Tagen Renndauer mit gut vier Stunden Vorsprung auf den Zweitplatzierten Toma Coconea. 2009 wurde er bei den Red Bull X-Alps Zweiter und musste sich nur seinem Landsmann Chrigel Maurer geschlagen geben.